# 青山義雄
青山 義雄（あおやま よしお、1894年1月10日 - 1996年10月9日）は、洋画家。フランスに渡り、アンリ・マティスに才能を認められ、生涯、親交を結んだ。美術評論家・コレクターとして知られる福島繁太郎とは家族ぐるみの交際をした。梅原龍三郎に請われて国画会会員となる。第1回佐分賞、中村彝賞を受賞。
神奈川県立近代美術館などに作品が収蔵されている。

## 経歴
- 1894年（明治27年）神奈川県横須賀市に生まれる。
- 1903年（明治36年）父の転勤に伴い北海道根室市に引っ越す。
- 1921年（大正10年）27歳でフランスに渡りパリに居をかまえる。秋、サロン・ドートンヌに初入選。
- 1925年（大正14年）喀血し、南フランスに移る。
- 1926年（大正15年）アンリ・マティスに見い出され、親交を結ぶ。
- 1930年（昭和5年）第8回春陽会展に出品し、昭和洋画奨励賞を受賞。
- 1936年（昭和11年）42歳で梅原龍三郎に請われて国画会会員となり、第11回国画会展に滞欧作品27点を発表、評判を呼ぶ[2]。
- 1937年（昭和12年）第1回佐分賞を受賞[3]。
- 1952年（昭和27年）58歳で再度フランスへ渡る。
- 1986年（昭和61年）92歳で帰国。
- 1993年（平成5年）中村彝賞を受賞。
- 1996年（平成8年）膀胱癌のため102歳で死去。

## 来歴
日清戦争が勃発した1894年（明治27年）、青山は神奈川県横須賀市に生まれた。海軍省書記官を勤める父の仕事に従い、9歳の時に北海道根室市に引っ越した。以来、北海道の大地が青山の精神形成や画家人生に大きな影響を及ぼす。
小さい頃から絵や文学を好んだ青山は父や周囲の反対を押し切り、画家になる決意を固め上京した。だが、父が財産を失う羽目に陥り、青山は長男として親兄弟の面倒を見ることになった。貧乏の中でも初志を忘れず、さまざまな仕事に就き、そして肖像画を描くことで資金を貯め、1921年（大正10年）、27歳で一人フランスに向けて旅立った。

### パリ時代（1921年 - 1924年）
1920年代のパリはエコール・ド・パリ（パリ派）と呼ばれ、フランス人ではない多くの異邦人画家が才能をあふれさせた時代である。当時、日本人画家も画学生を含めて300～500人がパリに滞在していた。青山は横浜から船に乗ってフランスへ向かった。フランス語も全く分からなかったが、船中48日間で猛勉強し、かなりしゃべれるようになった。
パリ到着後、3日目には美術学校に通い始めデッサンを学んだ。生活は厳しく、「ウサギのエサにする」と八百屋で野菜くずをもらってスープを作るような毎日だった。だが、パリの日本人会書記という職を得て糊口をしのぐことができた。その年の秋にはサロン・ドートンヌに小品を2点出品していきなり初入選を果たした。翌年、大作「二人の男」も入選し、青山の名は少しずつ知られ始めた。日本人会に住み込みで勤めたことも青山の交友関係を広げた。画家だけでなく、木下杢太郎、斎藤茂吉、久生十蘭、小宮豊隆、安倍能成などとも親しくなった。

### 第1期南仏時代（1925年 - 1934年）
順調に画家としての道を歩き始めた青山をふいに病が襲った。肺を患い喀血したのである。友人の医師の勧めもあって、1925年、31歳の時に南仏カーニュに引っ越した。パリに呼んだ妻も同じ病気に冒されており、青山がどれほど不安にさいなまれたかは想像もつかない。
だが、南仏は青山を魅了した。ほどなくして病は癒え、青山が「世界で一番美しい」という南仏の明るい光は後に「色彩の魔術師」と呼ばれる鮮烈な色遣いを開花させるきっかけになった。特に独特の青は「青山ブルー」と呼ばれるほどだ。
そして、生涯の師に出会う。翌1926年、ニースの画廊に委託していた数枚の絵が、偉大な画家アンリ・マティスの眼にとまった。マティスは「この男は色彩を持っている」と賞賛した。この話を伝え聞いた青山の知人だった画家は嫌がる青山を無理やりニースにあったマティスの家に連れて行った。マティスは生真面目な絵一筋の青山を気に入ったのだろう。以後、マティスが死ぬまで二人は師弟として、よき友人として交友が続いた。
青山は月に1回はマティスの家を訪ねるようになり、作品の指導や助言を受けた。マティスはデッサンの大切さを説き、「背中の後ろに手が回せるようなデッサンが本物だ」と口癖のように語った。その後、マティスは有名なコレクターであり、美術評論家の福島繁太郎に青山をこう推薦した。「あの日本人は非常に真面目な男で勉強に一心不乱です。まだ若いからあの調子で勉強を続けたら立派な者となるでしょう。何かにつけて力になってあげなさい」
当時、パリ日本人画壇は福島派と、大金持ちである薩摩治郎八を頭目に藤田嗣治を大看板とする薩摩派の二大グループに大別されていた。当時パリに滞在していた画家の大森啓助の回想によれば、あるとき、両派が対立し、福島派で重きをなしていた青山が悲憤慷慨して薩摩派の一人に謝罪文を書かせて、ことを納めたという。大森は青山のことを「例の気性で我慢していられなくなり、自ら紛争の渦中に飛び込んだ」と書いており、青山の喧嘩早さと正義感ぶりを物語っている。
1929年、青山は35歳にして初めてパリで個展を開き、その後も毎年のように個展を開いた。もはや押しも押されもせぬ画家になっていた。

### 一時帰国（1935年 - 1951年）
1935年、41歳で青山は一時帰国した。パリで成功した画家として青山は日本でもてはやされた。翌年には梅原龍三郎の強い勧誘で国画会会員となり滞欧作品27点を出品。第1回佐分賞を受賞し、高い評価を得た。
1937年には国画会審査員となり、青山がよき先輩として終生尊敬した梅原と並んで国画会の大看板となった。だが、世間の評価とは逆に青山は画壇のくだらぬ権力闘争や主導権争いに疲れていく。早く南仏に戻りたかったが、第二次世界大戦へ突き進む荒れた世情がそれを許さなかった。
1941年に青山は疎開を兼ねて房総半島の勝浦市鵜原に引っ越した。房総は画家たちに人気があり、青山も南仏の雰囲気を鵜原に求めた。同年、ついにアメリカと開戦。物資が窮乏し、制作も困難になっていった。終戦後、さらに状況は悪化する。絵も売れず、食べるものもない中で、それでも青山は絵の本質を求めた。
1949年、北海道に住む親友に対する手紙の中で青山はこんなことを書いている。「此頃はヂット食べて行くだけの絵も売れません。売約したものも破約して来ます。支払はおくれます。（中略）こんな時代があって日本の絵も少しはよくなるかもしれません。少なくとも我々孤独派の仕事は深められませう」（原文通り）

### 第2期南仏時代以降（1952年 - 1996年）
追いつめられていた青山は1952年、まだ海外渡航が規制されている中、マティスにフランスへ招待するという形式の書状を送ってもらい、再渡仏を実現する。一時帰国のつもりがいつの間にか17年間が経ち、青山は58歳になっていた。早速マティスを訪ねると師は病床にあった。マティスは青山との再会を喜んだが、その師は1954年に亡くなる。そこから青山は独自の世界を作り上げていった。
63歳で自動車免許を取得し、南仏を中心に西はスペイン、東はイタリア、ユーゴスラビア、ギリシャまで足を伸ばし、水を得た魚のように描いた。1967年にはカーニュからニースへ移るが、新しいアトリエからはマティスの墓を見ることができる。
80歳を越えても青山は若々しさを失うことなく、かえって艶やかさを増すような絵を描き続けた。だが、92歳となって青山も体力の衰えを感じた。屋外で写生するために担いでいった100号のキャンバスが重くてへとへとになった自分を知ったときに帰国の決意を固めた。1986年、後ろ髪を引かれる思いで、帰国し茅ヶ崎市に住むこととなった。
帰国後も絵への思いはますます燃え盛った。94歳の時、新聞へのインタビューに答えて、青山は「絵かきは展覧会も死んでからやってもらうのがよい。あんなことをしていると絵を描くひまがない」と語った。
南仏に帰りたいという気持ちは年々高まり、100歳の時には実際に航空券まで手配して、成田空港のホテルに前泊し、翌日「やっぱり無理だ」と渋々、家へ帰ってきたこともある。
1996年10月、青山は102歳の生涯を絵のためだけに捧げ、この世を去った。

## 画集
- 『青山義雄画集』 青幻舎、2017年